# Tom McEwan

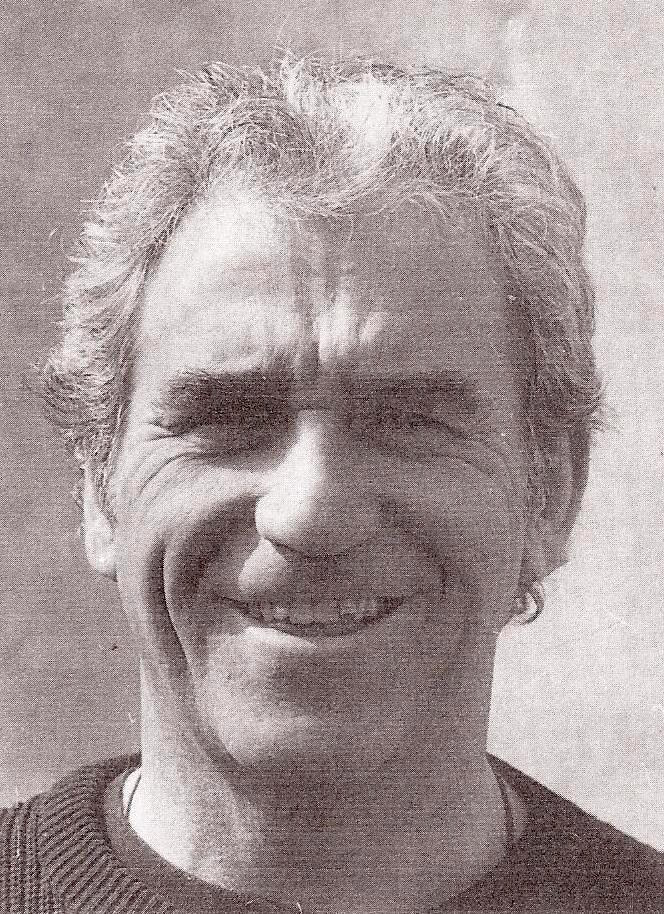
Tom McEwan, 1988

Tom McEwan (* 9. August 1940 in Corby) ist ein britisch-dänischer Musiker, Schlagzeuger und autodidaktischer Schauspieler.

## Biografie
Sein Vater war ein Schotte und arbeitete als Schweißer in Glasgow. Die Familie zog aber später in die englische Industriestadt Corby, wo Tom McEwan geboren und aufgewachsen ist. Nach seiner Schulausbildung absolvierte er eine Ausbildung zum Lehrer an einer Fachhochschule in Leicester. Als Lehrer bekam er später eine Anstellung in Dänemark und unterrichtete von 1968 bis 1974 an der Hareskovens Lilleskole in Hareskovby bei Kopenhagen. Des Weiteren wirkte er auch als Schlagzeuger in verschiedenen englischen und dänischen Musikgruppen und Bands mit. Seinen Durchbruch hatte er in der dänischen Rockband Culpeper’s Orchard. Tom McEwan trat ebenfalls Anfang der 1970er Jahre in der Band Klyderne auf, wo er auf die Musiker und Schauspieler Jesper Klein und Jess Ingerslev stieß und mit diesen 1974 das musikalische komische Trio Avocets gründete.
In dänischen Film- und Fernsehproduktionen sowie in Sendungen für Kinder trat er als Schauspieler in einer breiten Palette von verschiedenen Rollen auf. Seine bekanntesten Auftritte hatte er in den Serien Bryggeren, in den Weihnachtsserien Torvet, Nissebanden i Grønland und in Jul i Juleland. Als Synchronsprecher war er auch in einigen Trickfilmen tätig. In der Olsenbande-Filmreihe hatte er ebenfalls zwei Auftritte, so in Die Olsenbande steigt aufs Dach (1978) als Boutique-Inhaber und in Die Olsenbande fliegt über die Planke (1981) als Taxifahrer.
1990 wurde er mit dem Filmpreis Robert in der Kategorie Bester Nebendarsteller für seinen Auftritt in dem Film Århus by Night ausgezeichnet.

## Persönliches
McEwan wurde in den 1990er-Jahren dänischer Staatsbürger und ist seit einiger Zeit praktizierender Buddhist. Er ist mit der Schauspielerin Terese Damsholt verheiratet und sie haben zusammen zwei Söhne, Tim und Oliver McEwan, die beide Musiker sind.

## Filmografie

### Film
- 1978: Die Olsenbande steigt aufs Dach (Olsen-banden går i krig)
- 1980: Der kleine Virgil und Orla, der Froschschnapper (Lille Virgil og Orla Frøsnapper)
- 1980: Kaptajn Klyde og hans venner vender tilbage
- 1981: Die Olsenbande fliegt über die Planke (Olsen-bandens flugt over plankeværket)
- 1981: Gefangene der Wildnis (Silence of the North)
- 1984: Rainfox
- 1984: Fahrrad-Symphonie (Cykelsymfonien)
- 1985: Walter og Carlo – op på fars hat
- 1989: Århus by Night
- 1990: Camping
- 1994: Der Bund der furchtlosen Spione (Frække Frida og de frygtløse spioner)
- 1995: Final Hour (Sidste time)
- 2005: Speak of the Devil

### Fernsehen
- 1973: Ungdomsredaktionen
- 1981: Torvet
- 1982: Nu er det ikke sjovt længere
- 1984: Ude på Noget
- 1984: Nissebanden
- 1985: Mor er major
- 1987: Omsen og Momsen
- 1989: Nissebanden i Grønland
- 1992: Mørklægning
- 1993: Jul i Juleland
- 1997: Bryggeren
- 2000: Pyrus i alletiders eventyr
- 2000: Swap Team
- 2002: Hotellet
- 2012: Piggy (Zeichentrickfilm, Sprechrolle als Monty)